# Colombia cafetera
Colombia cafetera es un libro escrito por el colombiano Diego Monsalve, publicado en el año 1927. En él se recoge una gran cantidad de información sobre la cultura cafetera en Colombia. El autor describe la historia del cultivo del café en el país, desde sus inicios hasta la actualidad, y destaca la importancia del café como elemento cultural y económico para Colombia. Además, Monsalve ofrece información sobre las regiones cafeteras, las variedades de café que se cultivan en el país, y los procesos de producción y comercialización del café.

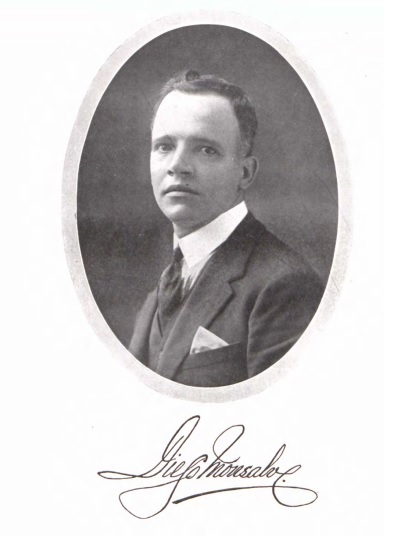
Diego Monsalve

El libro está dividido en 4 partes que abordan desde información histórica, geográfica, económica del país, a aspectos de la cultura cafetera en Colombia, tales como las regiones productoras de café, las variedades de café cultivadas en el país, el proceso de producción del café y su comercialización en el mercado mundial.

Además, Monsalve incluye fotografías y testimonios de caficultores, lo que le da un toque personal y humano a la obra. De esta manera, el autor logra ofrecer una visión global y detallada de la cultura cafetera de Colombia, y brinda al lector una comprensión más profunda de la importancia del café en la vida de los colombianos y en la economía del país.

## Sinopsis
Monsalve relata en el libro la llegada del café a Colombia y de cómo esta bebida se convirtió rápidamente en una parte integral de la economía del país. A lo largo del libro, se exploran las diferentes regiones cafeteras de Colombia y cómo cada una tiene su propia identidad y características únicas.
El autor también examina cómo la cultura cafetera ha influido en la vida cotidiana de los habitantes de la región, desde las tradiciones y costumbres hasta la música y el arte. Además, el libro presenta entrevistas con productores de café y otros miembros de la comunidad cafetera, que ofrecen una visión única sobre la vida en esta parte de Colombia.

## Sumario
El libro está dividido en cuatro capítulos

#### Parte uno
- Información histórica, política, civil y administrativa
- Información geográfica, etnográfica, demográfica, y eclesiástica
- Información fiscal, económica, financiera y bancaria
- Información postal, telegráfica, educacionista y sanitaria
- Miscelánea

#### Parte dos
- Información general de los departamentos y enumeración de los cafetales
- Información general de las intendencias nacionales
- Información general de las comisarías especiales

#### Parte tres
- El café de Colombia y su exportación

#### Parte cuatro
- Minería
- Agricultura, ganadería, flora y fauna
- Comercio
- Vías de comunicación
- Relaciones exteriores
- Prensa periódica colombiana
- Apéndice
- Índice alfabético
- Índice de materias

## Gráficos

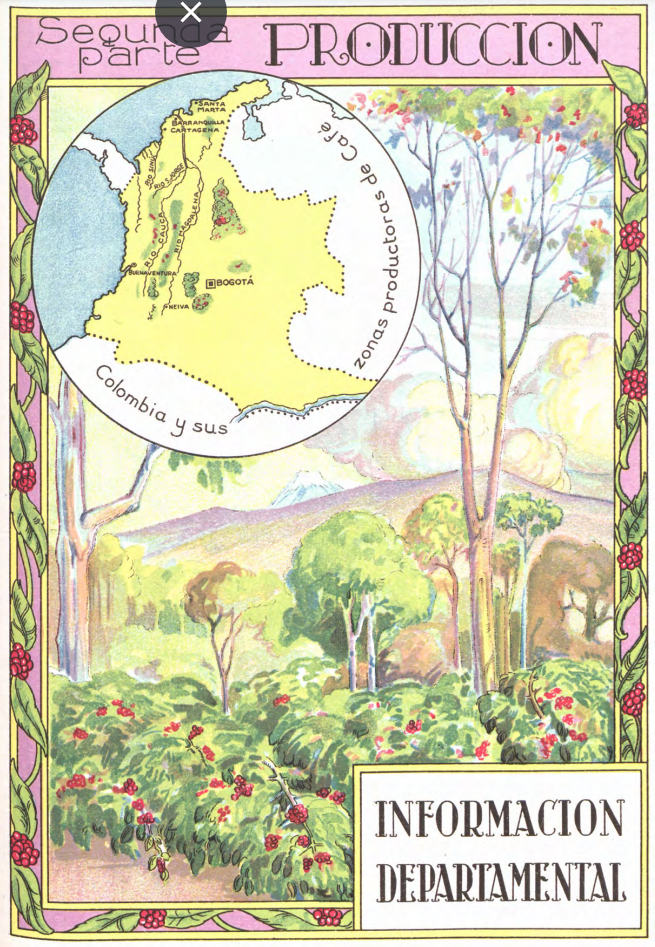
Portadilla: Infromacion documental. Libro. Colombia Cafetera, Diego Monsalve

Las ilustraciones de este libro, incluyendo los títulos, portadas y gráficos de información, fueron creados por el pintor Coriolano Leudo (1866-1957) y el caricaturista Alejandro Gómez Leal (1903-1979)
Incluye ilustraciones, mapas, retratos en blanco y negro.
Se usan diferentes tipografías en la escritura del libro, relacionadas con el lenguaje art nouveau